# Manioc jaune
Le manioc jaune est un nouveau type de manioc à chair jaune, enrichi en bêta-carotène. Le manioc, tubercule comestible populaire dans les régions tropicales, est un aliment de base dont 300 millions de personnes, dans 15 pays africains, dépendent pour au moins 10 % de leur apport calorique quotidien. En république démocratique du Congo, on estime que le manioc fournit plus de 1 000 kcal/jour à plus de 40 millions de personnes.
Trois variétés de manioc à racines jaunes, 'Umucass 44', 'Umucass 45' et 'Umucass 46' avec un taux de β-carotène, précurseur de la vitamine A égal à 10 ppm dans les tubercules (sur la base de la matière fraîche) ont été mises sur le marché au Nigeria en 2014 dans le cadre du projet Harvest Plus. Une première série de trois variétés également, 'Umucass 36', 'Umucass 37' et 'Umucass 38', avait été obtenues trois ans auparavant avec des taux moindres de provitamine A (de 6 à 8 ppm),. La carence en vitamine A est un problème majeur, notamment en Afrique. Le Nigeria en particulier voit une prévalence de la carence en vitamine A chez près du tiers des enfants de moins de cinq ans. Le manioc étant un aliment de base essentiel, le manioc jaune présente un potentiel considérable pour réduire les carences en vitamine A en Afrique.